# Armand Barbès
Armand Barbès, właśc. Armand Sigismond Auguste Barbès (ur. 18 września 1809 w Pointe-à-Pitre na Gwadelupie, zm. 26 czerwca 1870 w Hadze) – rewolucjonista francuski, radykalny republikanin. 
Członek tajnych związków, m.in. Stowarzyszenia Pór Roku. W 1839 raz z Luisem Blanqui stanął na czele krwawo stłumionego powstania w Paryżu. Po jego stłumieniu skazany na karę śmierci; karę zamieniono mu na długoletnie więzienie w twierdzy Mont-Saint-Michel dzięki interwencji Victora Hugo. Opuścił twierdzę po amnestii w lutym 1848. Z Blanquim i jego utopijnym socjalizmem zerwał krótko po Wiośnie Ludów w 1848 i wycofał się z życia politycznego,  dobrowolnie pozostając na wygnaniu.